# Srirangam
Srirangam écrit aussi Shrirangam (tamoul : ஸ்ரீரங்கம் ; sanskrit IAST : śrīraṅga ; sanskrit : श्रीरंगम), connu également sous le nom de Thiruvarangam, est une ancienne localité aujourd'hui intégrée dans l'agglomération de la ville de Tiruchirappalli (connue également sous les noms de Trichy, de Tiruchi ou de Trichinopoly), dans le Tamil Nadu, en Inde du Sud.
Srirangam est est plus exactement située sur une île fluviale, bordé par la rivière Cauvery d'un côté, et un de ses défluents, le Kollidam (Coleroon), de l'autre.
Srirangam abrite une population significative de vaishnavites, les adorateurs de Vishnou, l'une des trois grandes divinités indiennes avec Shiva le Destructeur et Brahmā le Créateur.

## Temple de Sri Ranganathaswamy
Srirangam est réputée pour son temple de Sri Ranganathaswamy, lieu de pèlerinage majeur pour les Hindous, tout spécialement pour les Vaishnavites. C'est l'un des plus importants et plus anciens complexes religieux de toute l'Inde.
De par sa taille, le temple de Srirangam serait le plus grand complexe religieux du monde encore utilisé (le plus grand de tous étant celui d'Angkor Vat, un ancien temple hindou également dédié à Vishnou).